# مارتن أيجنر
مارتن أيجنر (بالألمانية: Martin Aigner)‏ (و. 1942  م) هو رياضياتي، وأستاذ جامعي نمساوي، ولد في لينتس، هو عضوٌ في الأكاديمية النمساوية للعلوم، والأكاديمية البروسية للعلوم، وأكاديمية برلين براندنبورغ للعلوم.

## التعليم
تعلم في جامعة فيينا.

## جوائز
حصل على جوائز منها:

جائزة ستيل للمعرض الرياضي ‏ (2018)